# Бальцеровский, Витольд
Витольд Бальцеровский (пол. Witold Balcerowski, 10 августа 1935, Пинск — 9 ноября 2001) — польский шахматист, двукратный чемпион Польши по шахматам (1962, 1965).

## Биография
В шахматы начал играть в возрасте 15 лет. В 1952 году стал чемпионом Польши среди юниоров. Потом связи с учёбой временно отошёл от шахмат, и возвратился к ним только в 1960-е годы. С 1960 по 1972 год одиннадцать раз принял участие в финалах чемпионатов Польши по шахматам.
В 1962 году в Познане после победы (4:2) в дополнительном матче с Збигневым Додой стал победителем турнира. А в 1965 году в Люблине повторил этот успех.
Участник многих международных турниров. Лучшие результаты: пятое место в мемориале А. Рубинштейна в Поляница-Здруй в 1963 году, и делёж второго — четвёртого места в Люблине в 1968 году.
Три раза представлял сборную Польши на шахматных олимпиадах (1962, 1964, 1966), где в общей сложности набрал 21 очко в 37 партиях.
С 1954 по 1977 год многократно участвовал в командных первенствах Польши по шахматам, где выиграл десять медалей, в том числе и одну золотую.